# Xiphinema americanum
Xiphinema americanum is een ectoparasitair plantenparasitair aaltje. Het werd voor het eerst  in 1913 beschreven door N. A. Cobb, die het vond in de Verenigde Staten op de wortels van grassen, mais en citrus. Xiphinema americanum-aaltjes kunnen virussen overbrengen, zoals het tabaksringvlekvirus ((TRSV), tomaatringvlekvirus (TomRSV), Peach rosette mosaic virus (PRMV) en Cherry rasp leaf virus (CRLV).. Xiphinema americanum heeft meer dan honderd waardplanten, waaronder aardbei, sojaboon, naaldbomen, fruitbomen, druif, grassen en onkruiden. Een complete waardplantenlijst is te vinden op Nemaplex..
Xiphinema americanum is gevoelig voor de pH van de grond. Ze komen het meeste voor bij een pH van 6 of hoger.

## Morfologie
De lengte van de volwassen Xiphinema americanum-aaltjes varieert van 1,3 tot 3,0 millimeter. Het aaltje heeft een karakteristiek, speerachtig stilet (odontostilet), die 100 μm lang is, waardoor het aaltje dieper gelegen cellen in de wortel kan aanprikken. De odontostilet is verbonden met de binnenste laag van het cheilostoom door een gevouwen membraan dat de geleidingsring wordt genoemd. De geleidingsring is bevestigd aan een kraagvormige odontofoor.
Vrouwtjes: Het lichaam bevindt zich meestal in een "open C"-vorm. De vorm van het lichaam loopt naar de uiteinden taps toe. De twee ringen van de odontofoor bevinden zich 3 μm uit elkaar. De slokdarm is flesvormig met een lange hals en met een vergroot achterste gedeelte dat ongeveer 1/3 van de totale lengte beslaat. De slokdarm bevat een spierbol die 80 μm lang en 20 μm breed is. De klep tussen de slokdarm en de darm is amorf. De vulva is 46-54% van de totale lichaamslengte en is equatoriaal gelegen met een dwarse spleetvorm, waarbij de vagina een diameter heeft van 1/3 van de lichaamsdiameter. De eierstokken komen normaal gesproken in paren voor. Het prerectum is 120-140 μm lang, met een rectum die ongeveer dezelfde lengte heeft als de lichaamsdiameter bij de anus. De staart bevat 2-3 paren caudale poriën, is conoïd en buigt dorsaal met een subacute terminus.

Mannetjes: De mannetjes hebben een vergelijkbare vorm als de vrouwtjes, maar zijn iets korter. Mannetjes worden echter zelden in de natuur gevonden. Het mannetje heeft diorchische testes die zijn verbonden met de cloaca, met één voorste tak en één achterste tak. Gewoonlijk is het achterste gedeelte meer spoelvormig. De mannetjes hebben ook een paar spicula, maar missen een gubernaculum en bursa (vleugels).

## Levenscyclus
De eieren van Xiphinema americanum worden rechtstreeks in de grond gelegd in waterfilms en vormen geen eimassa. Uit het ei komt de L1-larve en na drie tot vier vervellingen is het aaltje volwassen. De gehele levenscyclus wordt in de grond doorlopen. Bij lage temperaturen in de winter overleven alleen de eieren.
Bevruchting van het vrouwtje door het mannetje komt zelden voor door het niet aanwezig zijn van mannetjes of dat er te weinig mannetjes zijn. De vrouwtjes vermeerderen zich hoofdzakelijk via parthenogenese.
Uit veldonderzoek gedurende 2 jaar blijkt dat Xiphinema americanum waarschijnlijk een r/K-strategie heeft (weinig nakomelingen met een hoge overlevingskans). Uit niet-gepubliceerde resultaten van waarnemingen onder kasomstandigheden blijkt dat het aaltje de levenscyclus van ei tot volwassene in 7 maanden voltooid. Andere resultaten geven aan dat het aaltje 3 tot 5 jaar oud kan worden.

## Wijze van voeding
Xiphinema americanum-aaltjes leven vrij in de grond en worden aangetrokken door jonge, groeiende wortels. Alle levensfasen voeden zich aan de worteluiteinden van planten. Ze dringen de wortel niet binnen, maar voeden ze zich met epidermiscellen of met de cortex- en vaatbundelcellen dieper in de wortel. Het aaltje kan zich tijdens zijn levenscyclus naar verschillende gastheren verplaatsen. Het aaltje kan overleven in plantenresten, maar kan zich alleen voeden met levend plantenweefsel.
Zodra het aaltje bij een worteltop aankomt, doorboort het met zijn odontostilet de verschillende opeenvolgende cellagen van de plant. Tijdens de penetratie scheidt het aaltje enzymen uit, waardoor er hypertrofie en verdikking van de wortel ontstaat. Het aaltje voedt zich met het cytoplasma van de cel. Het opnemen van voedsel kan verscheidene uren tot meerdere dagen duren, met een gemiddelde van ongeveer 36 uur per voedingsplaats. Tijdens het voeden houdt het aaltje het lichaam stil en is het  gestrekt of gekruld. Als het naar een nieuwe voedingsplaats gaat, blijft de stilet uitgestoken. In tegenstelling tot sommige soorten aaltjes is het voedsel in de darm niet te zien.